# Zadrečka dolina
Zadréčka dolina (tudi Gornjegrájska kotlína ali Gorogránsko) je največja stranska dolina Savinje. Ime je dobila po reki Dreti.

## Geografija
Zadrečka dolina se razprostira ob reki Dreti. Začne se pod prelazom Črnivec in konča pri Nazarjah, kjer se Dreta izliva v Savinjo. Dolga je več kot 25 km. Dolino loči na severu od preostale Zgornje Savinjske doline okoli 500 m visok gozdnati hrbet, ki ga domačini imenuje Brdo, na jugu od Tuhinjske doline Menina planina, na jugovzhodu pa od Spodnje Savinjske doline masiv Dobrovlje.
Iz Šmartna ob Dreti vodi iz Zadrečke doline starodavna pot čez prelaz Lipa in od tam na jugovzhod do Vranskega ali na jugozahod do prelaza Slopi in dalje v Tuhinjsko dolino.
Zadrečka dolina je tektonska udornina med Kamniško-Savinjskimi Alpami in predalpskim svetom. Nekateri imenujejo to območje po najbolj znanem kraju v dolini Gornjem Gradu tudi Gorogransko. Hribovita okolica kotline je močno gozdnata, zato je gospodarjenje z gozdom najpomembnejša gospodarska dejavnost. Naselbinska značilnost so po dnu kotline razložena naselja z manjšimi vaškimi jedri in samotne kmetije, raztresene po hribovju.

## Večja naselja
Gornji Grad, Bočna, Šmartno ob Dreti, Kokarje, Nazarje

## NOB
Med drugo svetovno vojno je bilo tu pomembno žarišče osvobodilnega gibanja in poleti 1944 tudi prvo osvobojeno ozemlje na Štajerskem s središčem v Gornjem Gradu. Ob cesti iz Gornjega Grada proti Radmirju stojita spomenik in grobnica 149 partizanom, padlim decembra 1944.